# Vindula palawanica
Vindula palawanica är en fjärilsart som beskrevs av Hans Fruhstorfer 1899. Vindula palawanica ingår i släktet Vindula och familjen praktfjärilar. Inga underarter finns listade i Catalogue of Life.